# Wrestling Dontaku (2010)
Wrestling Dontaku 2010 fue la séptima edición de Wrestling Dontaku, un evento pago por visión de lucha libre profesional producido por New Japan Pro-Wrestling. Tuvo lugar el 3 de mayo de 2010 desde el Fukuoka Kokusai Center en Fukuoka, Japón.
Fue la segunda edición consecutiva del evento en ser realizada en el Fukuoka Kokusai Center y la séptima en realizarse en la ciudad de Fukuoka, Japón.

## Resultados
- Dark match: Mitsuhide Hirasawa derrotó a Nobuo Yoshihashi (5:44).
- Akira, Tiger Mask & Tomoaki Honma derrotaron a Chaos (Gedo, Takashi Iizuka & Tomohiro Ishii)
- Manabu Nakanishi derrotó a King Fale (8:15).
  - Nakanishi cubrió a Fale después de un «Hercules Cutter».
- Jushin Thunder Liger derrotó a Negro Casas (c) y ganó el Campeonato Mundial de Peso Medio del CMLL (10:04).
  - Liger cubrió a Casas después de un «Brainbuster».
- Seigigun (Wataru Inoue & Yuji Nagata) derrotaron a No Limit (Tetsuya Naito & Yujiro Takahashi) (c) y Bad Intentions (Giant Bernard & Karl Anderson) en un Triple Threat Tag Team Match y ganaron el Campeonato en Parejas de la IWGP (12:20).
- Hirooki Goto y Masato Tanaka terminaron sin resultado.
- Naomichi Marufuji (c) derrotó a Ryusuke Taguchi y retuvo el Campeonato Peso Pesado Junior de la IWGP (22:40).
  - Marufuji cubrió a Taguchi después de un «Pole Shift».
- Toru Yano derrotó a Hiroshi Tanahashi (16:57).
  - Yano cubrió a Tanahashi después de un «634».
- Togi Makabe derrotó a Shinsuke Nakamura (c) y ganó el Campeonato Peso Pesado de la IWGP (18:18).
  - Makabe cubrió a Nakamura después de un «King Kong Knee Drop».